# Lijst van personages uit SpangaS
Deze lijst van personages uit SpangaS geeft een overzicht van de huidige en oude hoofd- en grote bijrollen in de Nederlandse jeugdsoapserie SpangaS.

## Seizoen 1
- Avalanche Blokland (Talisia Misiedjan)- 3 september 2007 - 20 mei 2011. Was een meisje uit de bovenbouw. Avalanche is heel goed in kogelstoten en koken. Ze was snel bazig en heeft vaak de leiding met organiseren. Ze wil later kokkin worden. Ze woont met haar ouders, drie zusjes en twee broertjes in een huis en is van Surinaamse afkomst. Avalanche is geslaagd voor haar eindexamen en is aangenomen op de Koksopleiding.
- Barry Hartveld (Tim Murck) - 3 september 2007 - 30 januari 2009. Was een jongen uit de bovenbouw. Barry wilde niet naar school maar is toch gebleven. Hier had hij een lange tijd verkering met Jolé. Hij ging voor school op reis naar Oeganda, en daar kreeg hij weer de kriebels school te verlaten en om de mensen in Oeganda te kunnen helpen. Om dit te doen moest hij eerst naar een verzorgingsopleiding en dat heeft hij gedaan. Eind seizoen 3 keerde hij als gastrol voor enkele afleveringen terug om Jolé op te halen. Nu doet hij vrijwilligerswerk, met Jolé in Roemenië.
- Fay Picaroon (Titia Hoogendoorn) - 3 september 2007 - 16 april 2010. Was een meisje uit de onderbouw. Fay was heel creatief en zat daardoor vaak in het crea-lokaal. Wanneer ze zich eenzaam voelde verzon ze fantasievrienden en een fantasiezusje. Fay is van Engelse afkomst en moest weg van het Spangalis College omdat ze naar Friesland ging verhuizen. In seizoen 4 kwam ze als bijrol weer terug.
- Flip van Hamel (Jasper Gottlieb) - 3 september 2007 - 20 mei 2011. Zat van seizoen 1 tot 3 in de onderbouw, en zat vanaf seizoen 4 in de bovenbouw. Flip zat samen met zijn tweelingbroer in de klas en hun vader was conrector van de school. Flip haalt vaak met zijn broer Tobias kattenkwaad en grappen uit. Flip is homo en had het daar erg moeilijk mee. Hij woont samen met zijn vader, broer, zus, stiefmoeder, stiefbroer en stiefzusje in een huis. Zijn ouders zijn gescheiden. Flip is geslaagd voor zijn eindexamen en is samen met zijn broer Tobias aangenomen op de Filmacademie.
- Irmak Serkaya (Fatma Genç) - 3 september 2007 - 20 mei 2011. Was een meisje uit de onderbouw. Irmak was de voorzitter van de leerlingenraad. Haar vader heeft een eigen winkel en voor en na school helpt Irmak daarbij. Irmak woont bij haar ouders en broer en is van Turkse afkomst. Vanaf seizoen 5 zit zij in een nieuwe klas op de dependance.
- Jolé van Haagendoorn (Gaby Blaaser) - 3 september 2007 - 16 april 2010. Was een meisje uit de bovenbouw. Ze hield van paardrijden en was erg slim, ook werd ze gezien als het mooiste meisje van de school. Ze was smoorverliefd op Barry, en toen Barry terugkwam om haar mee te nemen naar Roemenië deed ze versneld het staatsexamen en ging ze met hem mee.
- Lana van Hamel (Roos Smit) - 3 september 2007 - 22 oktober 2010. Was een meisje uit de bovenbouw. Ze was vaak snel onzeker. Ze is de oudere zus van Flip en Tobias. Ze woonde samen met haar vader, tweelingbroertjes, stiefmoeder, stiefbroertje en stiefzusje in een huis. Lana woont nu in New York omdat haar moeder daar een baan kreeg.
- Luxor de Haan (Sebastian Wulff) - 3 september 2007 - 20 mei 2011. Was een jongen uit de onderbouw. Luxor hield ervan om voor zijn kippen te zorgen, hij had een eigen hok op school waar hij dan vaak met vrienden was. Hij woont samen met zijn ouders op een boerderij. Vanaf seizoen 5 zit hij in een nieuwe klas op de dependance.
- Nassim Gharbi (Chemseddine Amar) – 3 september 2007 – 16 april 2010. Was een jongen uit de bovenbouw. Hij was een goede journalist en speurneus, hij had zelfs een eigen detectivebureau op school. Hij kan ook goed zingen al laat hij dat niet merken. Hij woont bij zijn moeder en is van Marokkaanse afkomst. Nassim blijft op de dependance zitten en gaat niet mee naar het nieuwe hoofdgebouw.
- Tobias van Hamel (Marius Gottlieb) - 3 september 2007 - 20 mei 2011. Zat van seizoen 1 t/m 3 in de onderbouw, en zat vanaf seizoen 4 in de bovenbouw. Tobias zat samen met zijn tweelingbroer in de klas en hun vader was conrector van de school. Tobias houdt van basketbal. Tobias haalt vaak met zijn broer Flip kattenkwaad en grappen uit. Hij woont samen met zijn vader, broer, zus, stiefmoeder, stiefbroertje en stiefzusje in een huis. Zijn ouders zijn gescheiden. Tobias is geslaagd voor zijn eindexamen en is samen met zijn broer Flip aangenomen op de Filmacademie.
- Aldert Kalkhoven (Felix Burleson) - 3 september 2007 - 23 mei 2020. Is de conciërge van het Spangalis. Aldert is een man in de vijftig jaar, de leerlingen kunnen altijd bij hem terecht want hij heeft overal een mooi antwoord voor. Zijn vrouw is overleden. In 2010 moest Aldert terug naar Suriname omdat het slecht ging met zijn zus. Zijn neefje Oscar nam het tijdelijk van hem over. Inmiddels is hij terug. In 2014 ging hij ook tijdelijk naar Suriname samen met Abby. Hij komt over een tijdje weer terug. Hij is terug speciaal voor de trouwdag van Frits en Jochem.
- Frank van Hamel (Vincent Moes) - 3 september 2007 - 20 mei 2011. Was de conrector van de school. Frank had zijn drie kinderen op zijn school zitten waarvan Lana nu in New York woont. Hij is gescheiden van zijn vrouw en heeft nu een nieuwe vriendin waarmee hij samenwoont. Nu al zijn kinderen van school zijn, stopt Frank met zijn werk als conrector en gaat Heleen helpen met haar timmerbedrijf.
- Jochem Damstra (Steef Hupkes) - 3 september 2007 - 28 april 2022. Is de leraar Maatschappijleer op het Spangalis. Jochem is de mentor van de middenbouw. Hij heeft een relatie met een man, en is dus homoseksueel. In seizoen 8 is hij getrouwd met Frits. In seizoen 10 is hij de nieuwe conrector op het nieuwe Spangalis
- Rozalie Mokketier (Gaby Milder) - 3 september 2007 - 21 mei 2014. Was de lerares Drama en Nederlands op het Spangalis. Rozalie is de mentor van de bovenbouw en de vertrouwenspersoon van het Spangalis. Ze was voorheen vrijgezel maar heeft in de zomer van 2013 haar liefde gevonden in Frankrijk. Hier gaat ze nu wonen.
- Thorsten Veldkamp (Beau Schneider) - 29 oktober 2007 - 13 maart 2009. Was een jongen uit de bovenbouw. Thorsten was een pestkop, wat later veranderde toen bleek dat hij werd mishandeld door zijn vader. Uit zorg is hij bij zijn tante gaan wonen en daardoor ging hij van school af.
- Annabella Vermeulen (Kimberley Klaver) - 10 december 2007 - 20 mei 2011. Zat van seizoen 1 tot 3 in de onderbouw, maar vanaf seizoen 4 in de bovenbouw. Annabella kwam iets later in de serie en was een verwend gemeen meisje. Door de seizoenen heen werd ze steeds aardiger. Ze is geslaagd voor haar eindexamen en kreeg een relatie met Luxor.
- Kars ter Veldt (Pepijn van Halderen) - 4 februari 2008 - 31 mei 2013. Was de gymleraar op het Spangalis. Kars werd later in de serie aangenomen als leraar. In seizoen 3 werd bekend dat hij en zijn vrouw geen kinderen kunnen krijgen. Kars was een tijdje uit beeld in seizoen 6 toen hij op vakantie was, wanneer Giel Teutscher in kwam vallen. Later in dat seizoen kwam hij weer terug. In seizoen 7 is het personage Kars uit het beeld verdwenen.

## Seizoen 2
- Marjana El Asmi (Mounira Hadj Mansour) - 1 september 2008 - 8 oktober 2010. Was een meisje uit de bovenbouw van Marokkaanse afkomst. Marjana is een moslima en draagt een hoofddoek. In seizoen 3 kreeg ze een zusje genaamd: Latifa. Ze koos ervoor om naar de dependance te gaan om zo de liefde voor Stan te ontlopen.
- Samson Meijaards (Yamill Jones) - 1 september 2008 - 16 april 2010. Was een jongen uit de onderbouw. Samson is een goede DJ en maakte zijn eigen muziek. Zijn moeder en tantes runnen samen een café. Hij kwam later op het Spangalis omdat hij verhuisd was uit Amersfoort. Hij is van Surinaamse afkomst. Samson blijft op de dependance zitten en gaat niet mee naar het nieuwe hoofdgebouw.
- Madge Jansen (Judy Doorman) - 17 september 2008 - 23 mei 2020. is de lerares Engels op het Spangalis. Madge komt uit Engeland omdat ze met een Nederlandse man trouwde. Als ze praat komen er vaak Engelse woorden aan te pas. Vanaf seizoen 5 is ze de conrector van het Spangalis. In seizoen 10 doet ze een stapje terug en wordt meneer Damstra conrector. Ze kan er nog niet aan wennen dat meneer Damstra conrector is. Miss Madge blijft wel lerares Engels
- Koen van Wageningen (Derk Stenvers en Jeffrey Hamilton)  10 oktober 2008 - 12 februari 2010. Was een jongen uit de onderbouw. Koen is goed in basketbal en een vriend van Tobias. Koen is homoseksueel en had een relatie met Flip. De rol is eerst gespeeld door Derk Stenvers en werd laatst gezien op 13 maart 2009, maar werd later overgenomen door Jeffrey Hamilton. Die werd laatst gezien op 12 februari 2010
- Stan van Houten (Oscar Zeegers) - 16 maart 2009 - 1 juni 2012. is een jongen uit de bovenbouw. Stan is populair bij de meisjes en heeft een passie voor auto's, zowel echte als radiografisch bestuurbare. Stan was een jongen die nogal bot uit de hoek kon komen. In seizoen 4 werd bekend dat hij zijn vader nooit had gekend omdat die ervandoor ging toen zijn moeder zwanger was van hem. Inmiddels heeft hij contact met zijn vader, Lowie Gommers. Door al deze persoonlijke gebeurtenissen heeft Stan besloten een jaar later examen te doen. Doordat zijn moeder ging verhuizen, kon Stan niet meer op het Spangalis blijven. In seizoen 8 komt Stan 2 weken in beeld om stage te lopen op het Spangalis.
- Tessel Albedo (Anne Wallis de Vries) - 30 maart 2009 - 5 februari 2010. Was een meisje uit de onderbouw. Tessel vond sterrenkunde erg interessant. Ze had een relatie met Tobias. Tessel werd op haar fiets aangereden door een auto en overleed door dit ongeluk.

## Seizoen 3
Nelson Batenburg (Timo Descamps) - 7 oktober 2009 - 16 april 2010. Was een jongen uit de bovenbouw die ergens ook helderziend was. Nelson was met zijn ouders van Zuid-Afrika naar Nederland verhuisd. Hier moest hij wennen aan de verschillen tussen Zuid-Afrika en Nederland. Na één jaar op het Spangalis College te hebben gezeten kreeg zijn vader weer een baan in Zuid-Afrika. En daardoor keert Nelson weer terug naar dat land. 
- Abel Brandt (Ricardo Blei) - 13 oktober 2009 - 20 mei 2016. zat in seizoen 3-4 in de onderbouw en sinds seizoen 5 in de bovenbouw. Hij heeft 2 keer verkering gehad met Irmak. Abel houdt van actie voeren alleen kan hij daarin vaak te ver gaan. In seizoen 4 werd bekend dat hij het thuis niet breed heeft. Hij werkt niet alleen bij de Voedselbank maar haalt daar ook eten voor het gezin. In seizoen 8 had hij een week lang verkering met Kirsten. Kirsten deed dit alleen maar om z'n slimbril te jatten. Als hij erachter komt maakt hij het uit met Kirsten. In seizoen 9 kreeg Abel verkering met Renee Krul. In seizoen 10 zijn Tinco en Abel niet meer te zien.
- Charley Bogaarts (Priscilla Knetemann) - 7 januari 2010 - 22 mei 2015. Is een meisje dat in seizoen 3 in de onderbouw zat en vanaf seizoen 4 zit ze in de bovenbouw. Ze zit op het Spangalis College sinds de fusie met het Gradanius Lyceum. Charley is een echte gemenerik en vindt het leuk om mensen naar beneden te halen. Ze heeft vaak problemen met haar ouders en woont op een woonboot, maar in de loop van de seizoenen is ze steeds aardiger geworden. In seizoen 4 had ze 1 dag verkering met Delano. Eind seizoen 4 is ze betrapt op spieken tijdens haar eindexamen en moet een jaar over doen. In seizoen 5 was ze verliefd op Stan. In seizoen 6 komt ze er langzamerhand achter dat ze op jongens en op meisjes valt. Ze was verliefd op Odette. In seizoen 8 was ze verliefd op Abby.
- Rudolf Noltenius (Pim Wessels) - 18 januari 2010 - 20 mei 2011. Was een jongen uit de onderbouw. Hij kwam op het Spangalis College sinds de fusie met het Gradanius Lyceum. Rudolf is heel handig met techniek en computers, maar had soms heeft hij de verkeerde ideeën. Vanaf seizoen 5 zit hij in een nieuwe klas op de dependance.
- Shanti Blokland (Racquel van Gom) - 18 januari 2010 - 19 oktober 2010. Was een meisje uit de onderbouw. Shanti is het zusje van Avalanche en maakte het haar zus niet altijd even makkelijk op school. Juist om die reden besloot haar vader om Shanti naar de dependance te laten gaan. In seizoen 2 speelde ze nog een bijrol. Sinds seizoen 3 en 4 speelde ze een hoofdrol. Ze keerde weer in de serie als bijrol in seizoen 5.
- Jan-Erik van Roozendaal (Jasper Boeke) - 19 januari 2010 - 16 april 2010. Was sinds de fusie met het Gradanius Lyceum conrector op het Spangalis College. Dit deed hij samen met Frank van Hamel. Ook gaf hij Aardrijkskunde en hij is een strenge, statige leraar. Jan-Erik gaat niet naar het nieuwe hoofdgebouw, maar blijft conrector op de dependance.
- Reggy Benoit (Raymi Sambo) 6 september 2011 - 25 mei 2018. Was sinds de fusie met het Gradanius Lyceum docent Drama op het Spangalis College. Hij was in seizoen 3 van 20 januari 2010 - 16 april 2010 te zien. Hij gaf samen met Rozalie Mokketier de dramalessen en organiseerde de musical 'Zin in Morgen!'. Reggy heeft een tijd lesgegeven op de dependance maar is speciaal verhuisd om voor vast les te geven op het Spangalis. Zijn zoon Tinco Benoit zit in de bovenbouw. In seizoen 9 gingen Reggy en Leatitia scheiden, en omdat ze nog steeds ruzie maakten liep Shirley weg. Shirley werd gevonden door Aldert.
- Oscar de Wit (Quintis Ristie) - 19 maart 2010 - 21 oktober 2010. Was de tijdelijke vervanger van conciërge Aldert. Oscar is het neefje van Aldert. Toen Aldert weer terugkwam uit Suriname, zat Oscar zijn taak als conciërge erop.

## Seizoen 4
- Eman Loukili (Hassan Slaby) - 13 september 2010 -  8 december 2017. Is een Marokkaanse jongen uit de onderbouw. Hij is een jongen met veel energie die zich stoerder voordoet dan dat hij eigenlijk is, en dat zorgt vaak voor grappige, maar ook vervelende situaties. In seizoen 10 begint hij met vloggen. Wanneer hij niet meer mag vloggen op het Spangalis, gaat hij naar een andere school om te kunnen vloggen. Hij verliet het Spangalis op 8 december 2017.
- Katou Salhi (Shaneequa Thelissen) - 13 september 2010 - 1 juni 2012. Was een Marokkaans meisje uit de onderbouw, ze woont bij haar oma. Ze is in Nederland geboren en houdt van schrijven, knutselen en lezen. Katou kreeg in de zomervakantie een brief dat ze naar de dependance werd overgeplaatst.
- Oma Kenza (Perla Thissen) - Is de Marokkaanse oma van Katou.
- Maya Roozen (Jasmijn Vriethoff) - 13 september 2010 - 31 mei 2013. Is een meisje uit de onderbouw, en is erg verlegen. Ze is goede vriendinnen met Nola en Meral. In seizoen 6, toen Meral op school kwam, mocht ze haar niet omdat ze dacht dat Meral Nola weg wilden hebben. Dit is uiteindelijk goed gekomen. Ze houdt van alles wat met dieren, bloemen en planten te maken heeft. In seizoen 6 zijn haar ouders gescheiden. Maya is verhuisd en woonde eerst een poosje bij haar moeder, nu woont ze bij haar vader.
- Wijnand (Joji Kyle) - Is een jongen uit de bovenbouw. Zijn excentrieke kledingstijl heeft veel bekijks. Hij heeft een oogje op Flip en probeert zodoende de stijl van Flip te veranderen. Nadat hij samen met Flip wordt uitgescholden omdat ze homo zijn, wordt Flip geslagen en vlucht Wijnand. Sasha is in de buurt en helpt Flip. Wijnand is hierna niet meer in beeld. Hij is alleen te zien in seizoen 4.
- Sascha (Nick Boer) - Is een jongen uit de bovenbouw. Hij had een relatie met Wijnand, maar daar kwam niet veel goeds uit. Hij redt Flip van twee mannen die hem slaan, nadat Flip en Wijnand werden uitgescholden, waarna Wijnand is gevlucht.

## Seizoen 5
In de laatste aflevering van het vierde seizoen worden de rollen van Tinco, Deef, Nola en Vallon geïntroduceerd. Alleen Guillermo Hilversum, die de rol van Tinco vertolkt, speelt daadwerkelijk mee in het vijfde seizoen. De overige drie rollen worden voor het vijfde seizoen gerecast. Het personage van Nola Mandelbrot wordt zelfs in eerste instantie gespeeld door twee verschillende actrices, omdat de makers niet konden kiezen wie van de twee beter was. Deze vier nieuwe acteurs fungeerden in eerste instantie als een soort try-out die achteraf toch niet goed werkte volgens de producenten. Daarom werden de rollen uiteindelijk voor het vijfde seizoen gerecast.
- Tinco Benoit (Guillermo Hilversum) - 20 mei 2011 - 20 mei 2016. Was een jongen uit de bovenbouw en de zoon van dramadocent Reggy Benoit. Hij houdt van alles op het gebied van smartphones en multimedia. Hij had een week lang een relatie met Vallon Yuan. In seizoen 6 was hij langdurig ziek, waardoor hij lang niet op school was. In seizoen 8 had hij twee maanden lang een relatie met Nenet Steenman. Later kreeg hij een relatie met Lilian, maar dit ging begin seizoen 9 alsnog uit. Aan het eind van seizoen 9 kreeg hij weer een relatie, maar ditmaal met een jongen genaamd Francis.In seizoen 10, toen Tinco verdween, verdween Francis ook en daardoor ging de verkering uit.
- Shirley Benoit (Veerle van Isveldt) (Seizoen 5-8) (Stephanie van Eer) (Seizoen 9 t/m 11) - 9 september 2011 - 7 juli 2018. Is het zusje van Tinco. In seizoen 5 tot en met 8 speelde zij een bijrol. Vanaf seizoen 9 gaat ze ook naar de onderbouw van het Spangalis College. In seizoen 11 gaat zij naar de bovenbouw van het Spangalis College. Ze heeft het hier eerst erg moeilijk mee. Ze heeft een vriendje uit de onderbouw, en mist haar vriendin Maud, en haar vrienden Ramin en Jip. Uiteindelijk wordt ze beste vriendinnen met Wieteke en Caro.
- Deef Korenhof (Erik van Heijningen) - 5 september 2011 - 23 mei 2014. is een jongen uit de onderbouw en heeft een glutenallergie, coeliakie. Deef heeft moeite om een eigen plek in de klas te krijgen. In seizoen 8 keerde hij als bijrol in de serie, om Eman te bezoeken omdat hij hem miste. Eerder werd de rol van Deef vertolkt door Maarten Withoos tijdens de kennismaking op het Spangalis in seizoen 4[bron?].
- Nola Mandelbrot (Vera van der Horst) - 5 september 2011 - 19 april 2013. Was een meisje uit de onderbouw, ze was erg druk, enthousiast en praatte nogal veel. In seizoen 6 kreeg ze het bericht dat haar biologische vader is gevonden in Sri Lanka. Ze schrikt hier erg van. Alle leerlingen van het Spangalis verzamelden zoveel mogelijk handtekeningen voor Nola, maar helaas hielp dat niks. Daarom is ze alsnog uitgezet naar Sri Lanka. Eerder werd de rol van Nola vertolkt door Anouk Leijtens en Sietske van der Bijl, tijdens de kennismaking in seizoen 4. [bron?].
- Vallon Yuan (Eefje van Gorkum) - 5 september 2011 - 10 januari 2014. Is een meisje uit de bovenbouw met een grote fantasie en iemand die niet met zich laat spotten. Haar biologische vader is homoseksueel en ze heeft daarom twee vaders. In seizoen 7 gaat ze op zoek naar haar moeder omdat ze graag wil weten wie dat is. Eigenlijk mocht ze pas op haar achttiende naar haar moeder, omdat ze dat hadden afgesproken. Eerder, in seizoen 6, heeft ze haar moeder ook opgezocht, maar haar moeder wilde pas contact hebben als ze achttien was. De redenen zijn helaas niet bekend. Nadat ze daar is achter gekomen heeft ze besloten om op uitwisseling te gaan naar China. Eerder werd de rol van Vallon vertolkt door Amy van der Weerden, tijdens de kennismaking in seizoen 4. Ook Tinco, Nola en Deef waren hierbij. [bron?].
- Lineke Marseille (Marlous Dirks) - 14 oktober 2011 - 7 november 2012. Was de wiskundelerares op het Spangalis College. Eman wilde indruk op haar maken. Dat lukte niet. Daarnaast leidde Lineke ook het wiskundeproject voor de bovenbouw. Lineke was een bijrol, en geen hoofdrol.

## Seizoen 6
- Meral Daldal (Dilara Horuz) - 10 september 2012 - 23 mei 2015. Is een meisje uit de onderbouw. Ze is van Turkse afkomst en een beetje apart. Ze houdt weddenschappen met zichzelf en wil records breken. In seizoen 8 kreeg ze te horen dat ze botkanker heeft. Eind seizoen 8 gaat de botkanker weg. Ze gaat voor de revalidatie terug naar Turkije.
- Raphael 'Raaf' de Ridder (Lennart Timmerman) - 10 september 2012 - 22 mei 2015, september 2017 - april 2018. Is een jongen uit de bovenbouw. Hij heet eigenlijk Raphael maar zijn vrienden noemen hem Raaf. Het is een eigenzinnige jongen die zich niet druk maakt over de regeltjes op school. Zijn vader heeft in de gevangenis gezeten wegens het zetten van een kraak. Verder doet hij waar hij zelf zin in heeft en is lezen zijn hobby. In 2017 (seizoen 11) komt Raaf terug als pakket bezorger en gaat af en toe met Lef en Jip om. Jip mag Raaf niet echt en vindt hem te gevaarlijk voor Lef. Uiteindelijk blijkt dat Raaf Lef gebruikt om geld te verdienen. Raaf moet naar de gevangenis.
- Giel Teutscher (Wouter Braaf) - 10 september 2012 - 15 november 2012. Was de gymleraar op het Spangalis. Hij vond Vallon leuk, maar Vallon hem niet. Vallon heeft het uiteindelijk aangegeven bij Rosalie Mokketier. Vervolgens is hij ontslagen.
- Philine van Soetenhorst (Lobke de Boer) - 14 december 2012 - 31 mei 2013. Was een meisje uit de onderbouw. Ze was verliefd op Eman, toen ze in de andere onderbouwklas zat. Ze kregen ook verkering. Daarna is ze overgezet naar de onderbouwklas met Maya, Meral, Deef en Eman nadat Nola naar Sri Lanka vertrok. Het jaar erna is ze weer terug naar de andere klas gegaan. Toen ze daar heen ging, is de verkering met Eman uit gegaan.
- Odette (Milou Bonke) - 15 februari 2013 - 11 oktober 2013. Is een meisje uit de bovenbouw. Ze wordt verliefd op Charley. In seizoen 7 wordt Odette verliefd op Eva. De verkering tussen Odette en Charley gaat uit. Later gaat ook de verkering tussen Odette en Eva uit omdat Charley en Vallon een pestfilmpje op het internet zetten. Odette gaat naar het Dependance. Op 11 oktober 2013 is Odette als laatst te zien in Spangas in de videoclip van Charley.

## Seizoen 7
- Bodil De La Aize (Djamila Abdalla) - 2 september 2013 - 20 mei 2016. Was een meisje in de onderbouw. Ze heeft twee stiefzusjes met wie ze het niet goed mee kan vinden. Ze is erg dromerig.
- Esmée (Sem de Vlieger) - 2 september 2013 - 22 mei 2015. Was een meisje in de onderbouw. Het is een gemene stiefzus van Bodil.Zij is een meeloper van Madeleine. In seizoen 8 doet ze samen met Madeleine steeds aardiger tegen Bodil.
- Madeleine (Kelly van der Waals) - 2 september 2013 - 22 mei 2015 . Was een meisje uit de onderbouw. Zij is een gemene stiefzus samen met Esmée. In seizoen 8 doet zij samen met Esmée steeds aardiger tegen Bodil.
- Berna van der Laken (Meriyem Manders) - 2 september 2013 - 2014. Is een lerares op het Spangalis. Ze geeft les in de natuurvakken.
- Renée Krul (Stijn Fransen) - 3 september 2013 - 20 mei 2016. Was een meisje uit de onderbouw. Ze is de oudste dochter van een groot gezin, zit vol energie en heeft overal een mening over. Ze is een nogal stoer jongensachtig meisje. Haar hobby is 'Renéeing', onverwachte dingen op onverwachte plekken. In seizoen 9 had Renee een relatie met Abel.
- Jill van der Geest (Shantay Stern) - 25 november 2013 - 23 mei 2014. Was een meisje in de bovenbouw. Ze is een twee-eiige tweeling met haar broer Dominic, die op de dependance zit.

## Seizoen 8
- Lef Evers (Timo Wils) - 1 september 2014 - 25 oktober 2018. Is een jongen uit de onderbouw. Hij stelt zich altijd voor met de zin 'Lef, ik ben 't en ik heb 't' Hij houdt van lol trappen samen met Renée, Eman en Jip, maar is heel braaf naar de leraren. Daarnaast heeft hij een strenge vader. In seizoen 9 gaat zijn vader naar een kliniek, voor Post Traumatische Stress Stoornis, en het is voor Lef daarna erg wennen als zijn vader weer thuis komt en is. Als in seizoen 10 Ramin op het Spangalis komt, bemoeit Lef zich erg veel met hem. Als Ramin moet wachten op een verblijfsvergunning en hij gek wordt van het wachten , vliegt hij Lef aan, Aldert praat met hem. Later gaat het weer goed tussen Lef en Ramin. Hij had ook een oogje op Maud. In seizoen 11 krijgt Lef te maken met teruggekeerde oud-leerling Raaf, had hij verkering met Shirley en kregen hij en Filiz de sleutel van de booth van Eman. In seizoen 12 verhuist hij naar Noorwegen, waar zijn vader een baan krijgt. Hij was ook beste vrienden met Jip.
- Juliette Vrolijks (Vajèn van den Bosch (seizoen 8), Florence Vos Weeda (seizoen 9 en 10)) - 1 september 2014 - 28 april 2017. Is een meisje uit de bovenbouw. Haar moeder heeft een eigen kledingzaak, waardoor ze altijd iets anders gekleed is. Juliette en Wieteke worden beste vriendinnen. Als Caro in seizoen 10 erbij komt, wordt Juliette jaloers op Caro. Later wordt ze beste vriendinnen met Caro. Als Caro aan Juliette vertelt dat ze transgender is, steunt Juliette haar. Als Dylan en Eman gaan zwemmen, wil Caro eerst niet het water in. Als de portemonnee van Dylan op de bodem ligt, duikt Caro hem op. Als Eman en Dylan weer willen gaan zwemmen, vraag Caro eerst aan Juliette om hulp. Juliette verzekert dat ze gewoon mee kan. Later heeft Caro veel plezier in het water, als Juliette ook mee gaat. Juliette krijgt de kans om naar een school in Boston te gaan. Ze wordt uitgeselecteerd. Caro is blij voor haar, maar Wieteke niet. Zij raakt haar beste vriendin kwijt. Juliette en Wieteke maken ruzie, en Wieteke wil niet naar het afscheidsfeestje komen. Dylan praat met haar, en Wieteke komt, en maakt het goed met Juliette. Juliette verliet het Spangalis op 28 april 2017.
- Marie de Wind (Ilse Ott) - 3 september 2014 - 7 juli 2018. Is een lerares op het Spangalis. Zij geeft nu het vak Nederlands wat voorheen Rozalie Mokketier deed. In seizoen 8 pestten veel leerlingen haar door vaak woordgrappen te maken over haar naam. In seizoen 10 krijgen dramadocent Reggy Benoit en zij een relatie, Shirley begrijpt dat Reggy wil gaan daten, nadat hij met Leatitia gescheiden is. Shirley sluit Marie de Wind zelfs een keer op. Reggy is heel boos op haar. Shirley gaat naar haar moeder en Naomi toe.
- Harold Kattenvilder (Jan van Eijndthoven) -  9 september 2014 - 30 april 2018. Is een leraar op het Spangalis. Hij geeft les in geschiedenis. Is een strenge, norse leraar. Harold geeft geschiedenis.
- Leah (Luna Huber) - 1 november 2014 - 13 februari 2015. Was een meisje dat net als Meral kanker heeft. Leah is kaal en doet daar heel luchtig over. Ze wordt vriendinnen met Meral. Terwijl Meral beter wordt, wordt Leah alleen maar zieker en besluit ze uiteindelijk om euthanasie te plegen.
- Abenida (Abby) (Kimberly Agyarko) - 28 november 2014 - 12 december 2014. Kwam naar het spangalis om les te geven over het leiden van een bedrijf, ze leerde Charley om ook blij te zijn met kleine dingen. Ze was verliefd op Charley.
- Frits van Veen (Pepijn Schoneveld) - 17 december 2014 - 23 mei 2015. Is de tijdelijke conciërge. Hij vervangt Aldert Kalkhoven omdat hij voor een tijdje naar Suriname gaat samen met Abby. Hij keert over een tijdje weer terug. Hij heeft een relatie met Jochem Damstra. Bij de laatste aflevering van seizoen 8 gingen ze trouwen.
- Lilian (Caro Derkx) - 9 februari 2015 - 7 september 2015. Was een meisje uit de bovenbouw. Ze had een relatie met Raaf. Later kreeg ze een relatie met Tinco, maar dit ging in seizoen 9 alsnog uit. Hierna is Lilian uit beeld verdwenen.
- Wieteke van Vrijberghe (Tara Hetharia) 1 september 2014 - 25 mei 2018. Is een meisje uit de bovenbouw. In seizoen 8 was ze een bijrol. vanaf seizoen 9 heeft ze een hoofdrol. In seizoen 10 probeert ze haar nieuwe klasgenoot Dylan King te versieren. In seizoen 10 ontdekt ze Nova, en haalt allemaal stunts met haar uit. Ze dumpt Juliette als vriendin.  Juliette krijgt de kans om naar een school in Boston te gaan. Ze wordt uitgeselecteerd. Caro is blij voor haar, maar Wieteke niet. Zij raakt haar beste vriendin kwijt. Juliette en Wieteke maken ruzie, en Wieteke wil niet naar het afscheidsfeestje komen. Dylan praat met haar, en Wieteke komt, en maakt het goed met Juliette. Juliette verliet het Spangalis op 28 april 2017. Wieteke ontwikkeld in seizoen 11 haar zangstem. Ze krijgt aan het einde van het seizoen te horen dat ze met Brownie Dutch op tour mag. Ze zoent per ongeluk met Dylan.

## Seizoen 9
- Django Kroeger (Keanu Visscher) - 31 augustus 2015 - 20 mei 2016. Is een jongen uit de onderbouw. Hij is altijd erg positief en wil iedereen graag helpen. Hij komt regelmatig op heel goede ideeën. Django is een kind van zigeunerouders en verdwijnt na seizoen 9 uit de serie, omdat de zigeunertocht zich voortzet. (Verder is er weinig over Django bekend, mede doordat hij slechts in 1 seizoen meespeelt.)
- Francis (Benjamin Sacks) - 19 december 2015 - 20 mei 2016. Is een jongen uit de bovenbouw en het vriendje van Tinco. (Gezien Tinco in seizoen 10 verdwijnt uit de serie, verdwijnt ook Francis uit beeld.)

## Seizoen 10
- Jip Baltus (Joe Sinduhije) - 2016 - 22 mei 2020. Is een jongen uit de onderbouw. Hij houdt van vissen en lijdt aan narcolepsie. Jip en Lef houden een weddenschap. Jip verliest en hij moet van Lef Damstra laten vliegen. Dat doet hij in het lokaal waar de bovenbouw les krijgt. Miss Madge betrapt hem, maar Jip maakt haar wijs dat hij de ontspanningsoefeningen van Miss Madge doet. Als Jip en Lef gaan leren, vieren ze feest in Jips kamertje. Miss Madge betrapt hen. Jip liegt over Lef tegen Marie de Wind en Miss Madge. Jip mist zijn allerbeste vriend Lef heel erg. Samen met Maud en Filiz werkt hij aan de Spangalis Courant
- Maud Overmars (Iris van Loen) - 2016 - 22 mei 2020. Is een meisje uit de onderbouw. Er is nog niet veel over Maud bekend, behalve dat ze van dieren en het verzorgen ervan houdt. Maud heeft een poosje nepverkering met Jip gehad. Met behulp van Ramin maakte ze het toen 'uit'. Na de kerstvakantie is Lef weer verliefd op Maud. Nadat Maud een vis Ranomi heeft, wil Lef haar graag helpen. Ramin is verliefd op haar. Lef verzint een cursus. Maud komt erachter, en ze is heel boos op Ramin. Ramin schrijft een brief, maar Norbert schrijft zijn naam eronder. Maud gaat met Norbert daten. Ze vertelt aan Shirley, dat Norbert haar probeerde te zoenen. Maar ze is helemaal niet verliefd op Norbert. Maud en Ramin maken het goed, maar net als Ramin Maud wil zoenen, komt Jip tussenbeide. Zij krijgt verkering met Ramin in seizoen 10, maar dat gaat uit in seizoen 11, omdat Ramin met Filiz had gezoend. Later kregen ze weer, maar dat ging uit in seizoen 12, doordat Maud in de zomervakantie met Jelle had gezoend. Nu zijn ze goede vrienden. Eind seizoen 12 kregen ze weer een relatie. Het ging bijna uit, doordat Ramin verzweeg dat hij van het Spangalis af zal gaan. Uiteindelijk kwam het weer goed tussen de twee. In seizoen 13 gaan de ouders van Maud uit elkaar.
- Ramin Sabet (Sia Cyrroes) - 2016 - 24 mei 2019. Is een jongen uit de onderbouw. Ramin is met zijn gezin gevlucht uit Iran en gaat voor het eerst naar een Nederlandse school. Hij hoopt dat hij en zijn familie snel een verblijfsvergunning kunnen krijgen. Ramin wordt gek van het wachten en vliegt Lef aan. Aldert praat met hem. Als Jip hallucineert redt Ramin hem. Heel de onderbouw is trots op.Ramin haalt een onvoldoende voor aardrijkskunde. Maud spreekt hem moed toe. Ramin is verliefd op Maud. Lef bedenkt een cursus voor Mauds zelfvertrouwen. Misschien als Ramin en Maud dingen samen doen zal Maud verliefd raken op hem. Maar Ramin begint te twijfelen over de cursus. Hij praat er over met Lef. Maud hoort nog net het woord verzonnen. Ze vraagt aan Ramin of het waar is dat Lef een grapje maakt. Daarna hebben Maud en Ramin ruzie. Ramin maakt een brief voor haar, maar Norbert schrijft zijn naam eronder. Maud datet met Norbert. Ramin en Lef dwingen Norbert dat hij de waarheid vertelt. Maud en Ramin maken het goed, maar net als Ramin Maud wil zoenen, komt Jip tussenbeide. Ramin en Maud krijgen verkering. Aan het eind van seizoen 10, hoort Ramin dat ze moeten verhuizen. Maud, hij en al zijn vrienden zijn verdrietig. In seizoen 11 probeert Maud Ramin weer terug te krijgen. Uiteindelijk lukt dat, en Ramin komt terug naar het Spangalis. Filiz vindt Ramin leuk, en ze zoenen elkaar. Eerst houden ze het geheim, maar uiteindelijk vertelt Filiz het aan Maud. Maud is erg verdrietig, maar vergeeft ze uiteindelijk. Maud en Ramin krijgen weer verkering. In seizoen 12 gaat hun verkering weer uit. Eind seizoen 12 kregen ze weer een relatie. Door al zijn problemen met zijn vader verliet Ramin eind seizoen 12 het Spangalis college opnieuw.
- Dylan King (Bruno Prent) - 2016 - 22 mei 2020. Hij is een jongen uit de bovenbouw en woont samen met zijn opa Lucas op een woonboot. Zijn vader is omgekomen bij een ongeluk toen hij een paar maanden oud was en zijn moeder is er toen vandoor gegaan. Hij werkt bij een koeriersdienst om wat extra geld te verdienen, hierdoor komt hij regelmatig in de problemen met school. Sinds het begin van het schooljaar heeft hij een oogje op Caro. In het begin van het schooljaar maakt hij voor de drama les een filmpje van Caro. Zij kan het in het begin niet waarderen, maar laten maken ze het goed en groeien steeds meer naar elkaar toe. Wanneer Dylan, Caro wil zoenen tijdens een date beseft Caro dat het tijd is om te vertellen dat ze transgender is. Zodra Dylan dit te horen krijgt schrikt hij enorm, maar hij vindt haar nog steeds heel erg leuk. Caro is niet de enige die Dylan wel ziet zitten. Ook Wieteke vindt hem leuk. Zij probeert hem te versieren. Ze belt Dylan en zegt dat Caro, Juliette en Eman ook komen. Als Dylan komt wil Wieteke hem versieren. Dylan gaat weg en hoort Wieteke in huilen uitbarsten. Ze is bezig met alles kapot te maken. Dylan wordt door de vader van Wieteke beschuldigd van vernieling. Hij neemt de schuld op zich en wil alles terugbetalen. Dylan spijbelt voor proefwerken om het geld bijeen te krijgen. Als hij het geld bijeen heeft, geeft hij het aan Wieteke, maar Wieteke heeft alles eerlijk verteld en dus hoeft Dylan haar vader niet te betalen. Dylan moet het geld aan zijn opa geven. Als Caro aan de klas vertelt dat ze transgender is, schrikt hij heel erg. Later gaan ze weer samen op date. Als Caro gepest wordt en ondergespoten met scheerschuim, redt Dylan haar op het nippertje. Dylan staat achter de keuze van Juliette, om naar Boston te gaan. Aan het eind van seizoen 10 ziet Dylan zijn moeder weer. In seizoen 11 gaat de verhaallijn verder. Dylan krijgt ruzie met opa, en gaat bij zijn moeder wonen. Daar gaat het ook niet goed, en Dylan komt op straat. Uiteindelijk komt Shirley erachter, en vertelt Dylan alles aan Reggy. Dylan woont een poosje bij Shirley, en maakt het goed met opa. Later komt het tussen opa en zijn moeder langzamerhand ook weer goed. Dylan krijgt weer verkering met Caro. Hij gaat de fout in, en zoent Wieteke. nadat Wieteke goed nieuws had gekregen. Caro komt erachter, en maakt het uit. In seizoen 12 krijgt Dylan te maken, met zijn opa die ziek wordt. Op 15 februari overlijdt zijn opa. Hiervoor keert Wieteke ook terug. Caro stelt hierdoor haar shoot uit, om er voor Dylan te zijn. Otis en Jackie slepen hem er daarna door heen. Met Jackie wordt hij steeds betere vrienden, later wordt hij zelfs verliefd op haar. Eerst wil hij dit niet, en probeert haar te vergeten, maar nadat Jackie te maken heeft met een pokerprobleem gaat hij haar helpen, en erkent hij tegen Otis dat hij verliefd is, en vraagt hij haar verkering. Ze krijgen verkering. In seizoen 13 gaat de verkering uit, maar ze blijven wel vrienden. In seizoen 13 zijn Otis en Jackie zijn beste vrienden
- Caro Out (Iris Amber Stenger) - 2016 - 2019. Haar ouders hebben een bakkerij en zij wil die later graag overnemen. Ze is best slim, want ze heeft een klas overgeslagen. Caro wil eerst geen kleding passen met Juliette en Wieteke, Ze verzint steeds smoesjes. Later vertelt ze aan Juliette dat ze transgender is. Als Wieteke en Juliette ruzie hebben denkt Caro dat Juliette het verteld heeft dat ze transgender is. Later gaan Eman, Dylan en Caro naar een buitenzwembad. Caro wil eerst niet zwemmen, maar als Juliette verzekert dat ze mee kan gaan zwemmen doet ze dat. Caro krijgt complimentjes over haar uiterlijk van Eman en Dylan. Eman en Dylan gaan met haar op date. Als Caro de klas vertelt dat ze transgender is, negeert Eman haar eerst en maakt haar via VLEM belachelijk. Dylan negeert haar niet, maar hij moet in het begin heel erg wennen aan het idee. Caro wordt erg gepest. Zo wordt ze in het toilet bedreigd door drie meiden die haar dwingen om met hen te zoenen. Juliette betrapt ze. Ook wordt Caro een keer bedreigd, en ondergespoten met scheerschuim, wat bij een man hoort. Dylan redt haar. Juliette dwingt Caro om het aan Miss Madge of Jochem Damstra te vertellen. Maar Caro wil dat niet. Dylan biedt zich aan als bodyguard van Caro. Caro staat achter de keuze, van Juliette, om naar Boston te gaan. In seizoen 11 is ze beste vriendinnen met Wieteke en Shirley. Ze krijgt verkering met Dylan, maar doordat Dylan loog over van alles maakte ze het uit. Later kregen ze weer verkering, maar doordat Dylan heeft gezoend met Wieteke is het weer uit. In seizoen 12 wordt ze bekend met haar modellencarrière, en is ze beste vriendinnen met Jackie. Ze zou naar Parijs gaan, maar doordat de opa van Dylan overleed, stelt ze de shoot uit. Na de begrafenis van de opa van Dylan, verliet Caro het Spangalis en vloog naar Parijs.

## Seizoen 11
- Filiz Kara (Yeliz Dogan) - 4 september 2017 - 22 mei 2020. Is een meisje uit de onderbouw. Ze is een vriendin van Maud. Maar als Ramin weer op school komt, wordt ze verliefd op hem. Filiz werkt samen met Jip en Maud aan het Spangalis Courant.
- Otis Marchand (Tobias Oelderik) - 4 september 2017 - 22 mei 2020. Hij is een jongen van de bovenbouw. Hij is dik en wordt daardoor gepest door Arno. Als Shirley een plan bedenkt om Arno te laten schrikken, belooft hij dat hij gaat stoppen met pesten. Otis' vader krijgt een hartinfarct en Arno redt zijn leven. In seizoen 12 gaat hij op dansles, en ontmoet hij een leuke jongen, waar hij verliefd op wordt. Op 14 februari wordt het bekend [doordat Elza's account is gehackt] dat Otis homo is. Hij ontmoet op dansles een jongen: Leroy. Daar wordt hij verliefd op. Eerst wil Otis alles aan zijn ouders vertellen, maar wil Leroy dat niet. Uiteindelijk wil Leroy het wel, maar twijfelt Otis weer. Dan vertelt Otis aan zijn ouders dat hij homo is. In seizoen 13 komen Elza en Otis erachter dat Leroy een totaal ander leven leidt, en niks meer met Otis te maken wil hebben. In seizoen 13 is hij beste vrienden met Elza, Jackie en Dylan.
- Celine (Veerle Peters) - 4 september 2017 - 13 april 2018. Celine was een meisje in de onderbouw en was de beste vriendin van Jip en ook een beetje verliefd op Jip. Door een ongeval met een vrachtwagen kwam ze te overlijden.
- Lamar (Thijs Boermans)
- Arno
- Laurens

## Seizoen 12
- Jackie Oleander (Claudia Kanne) - 3 september 2018 - 6 januari 2022. Is een meisje uit de bovenbouw. Ze wordt gepest door Elza omdat ze anders is, ze heeft namelijk asperger. Elza heeft Jackies dagboek gestolen waarin stond dat Jackie Dylan leuk vindt. Later zegt Elza sorry tegen Jackie, en gaan ze beter met elkaar om. Jackie krijgt verkering met Dylan. In seizoen 13 gaat de verkering uit. Vanaf seizoen 14 zit ze op De Campus.
- Elza van Waveren (Renee De Gruijl) - 3 september 2018 - 22 mei 2020.  Een meisje uit de bovenbouw. Vroeger waren ze heel rijk maar haar vader zijn bedrijf is failliet gegaan. Elza heeft kleren gestolen omdat ze geen geld heeft om het te betalen. Ze moet alles terugbetalen en moet dus een bijbaantje krantenwijk nemen. Elza steelt Jackie’s dagboek waarin staat dat ze Dylan leuk vindt. Elza chanteert Jackie en vraagt om geld. Uiteindelijk dringt Otis tot haar door, en zegt ze sorry tegen Jackie. Daarna gaan ze beter met elkaar om. Ze helpt Jackie met het stoppen van pokeren. In seizoen 13 wordt Elza een stuk aardiger, en is ze beste vrienden met Otis.
- Noor (Sydney Tros) - 3 september 2018 - 28 april 2022.
- Dilek (Belle Bircan) - 3 september 2018 - 2020.
- Mo Duurfort (Giorgio Sanches) - 3 september 2018 - 23 april 2021.
- Alex van Waveren (Jochem Smit) - 2018 - 2019.
- Leroy (Robbert Rodenburg) - 2018 - 2019.
- Aylin (Seren Demirbilek) - 2018 - 2019.

## Seizoen 13
- Luna van Velzen (Roosmarijn Wind) - 2 september 2019 - 23 april 2021. Is een meisje uit de bovenbouw. Thuis heeft ze het niet altijd makkelijk en logeert daarom een paar dagen bij Dylan. Ook wordt ze verliefd op Elza dit ontkent Elza echter en krijgen ze ruzie. Uiteindelijk krijgen ze eind seizoen 13 verkering.
- Joris Poppink (Jard Struik) - 2 september 2019 - 23 april 2021. Een jongen uit de onderbouw. Hij zat in een rolstoel maar hij wilde geen medelijden.
- Laurens (Armand Rosbak) - 8 oktober 2019 - 24 maart 2020.
- Fons van der Wei (Donovan Gyurákovics)  - 17 september 2019 - 22 mei 2020.
- Tamara Stig (Serah Meijboom) - 6 mei 2020 - 31 augustus 2020.

## Seizoen 14
- Cosmo IJdel (Jefferson Yaw Frempong-Manson) - 31 augustus 2020 - 23 april 2021.
- Noah van Andel (Maurits van Brakel)  - 9  september 2020 - 28 april 2022.
- JJ (Job-Jan Jolle) Smit (Tom van Kessel) - 31 augustus 2020 - 28 april 2022.
- Maxima Paraat (Noël van Kleef)  - 9  september 2020 - 28 april 2022.
- Lesley Huf (Thorn Roos de Vries) - 31 augustus 2020 - 28 april 2022.
- Gioia Kramer (Lieke Hammink)  - 9  september 2020 - 28 april 2022.
- Olivier Hendriks (Rein van Duivenboden) - 31 augustus 2020 - 28 april 2022.
- Femke Goedhart (Cynthia Abma) - 31 augustus 2020 - 28 april 2022.
- Biko (Mamoun Elyounoussi) - 31 augustus 2020 - 28 april 2022.
- Donna Lopez (Roos van Erkel) - 31 augustus 2020 - 28 april 2022.
- Olivier Locada (Willie Wartaal)  - 31 augustus 2020 - 28 april 2022.
- Gwen Winter (Hanna van Vliet) -  31 augustus 2020 - 2021.
- Timon Scheldwacht (Murth Mossel) -  31 augustus 2020 - 23 april 2021.

## Seizoen 15
- Daan Vendrig (Marissa Britney) -  4 oktober 2021 - 28 april 2022.
- Sami Akalay (Bertan Topbac) -  4 oktober 2021 - 28 april 2022.
- Ryan Ligeon (Amon Aljo) -  4 oktober 2021 - 28 april 2022.
- Nadira Turan (Toprak Yalçiner) -  4 oktober 2021 - 28 april 2022.
- Leon Ros (Davy Eduard King) -  4 oktober 2021 - 28 april 2022.

## Tabel acteurs per seizoen
| Leerlingen bovenbouw          | Leerlingen bovenbouw     | Leerlingen bovenbouw | Leerlingen bovenbouw | Leerlingen bovenbouw | Leerlingen bovenbouw | Leerlingen bovenbouw | Leerlingen bovenbouw | Leerlingen bovenbouw | Leerlingen bovenbouw | Leerlingen bovenbouw | Leerlingen bovenbouw | Leerlingen bovenbouw | Leerlingen bovenbouw | Leerlingen bovenbouw | Leerlingen bovenbouw | Leerlingen bovenbouw |
| Acteur                        | Personage                | 1                    | 2                    | 3                    | 4                    | 5                    | 6                    | 7                    | 8                    | 9                    | 10                   | 11                   | 12                   | 13                   | 14                   | 15                   |
| ----------------------------- | ------------------------ | -------------------- | -------------------- | -------------------- | -------------------- | -------------------- | -------------------- | -------------------- | -------------------- | -------------------- | -------------------- | -------------------- | -------------------- | -------------------- | -------------------- | -------------------- |
| Tim Murck                     | Barry Hartveld           | Hoofdrol             | Hoofdrol             | Gastrol              |                      |                      |                      |                      |                      |                      |                      |                      |                      |                      |                      |                      |
| Gaby Blaaser                  | Jolé van Haagendoorn     | Hoofdrol             | Hoofdrol             | Hoofdrol             |                      |                      |                      |                      |                      |                      |                      |                      |                      |                      |                      |                      |
| Chemseddine Amar              | Nassim Gharbi            | Hoofdrol             | Hoofdrol             | Hoofdrol             |                      |                      |                      |                      |                      |                      |                      |                      |                      |                      |                      |                      |
| Roos Smit                     | Lana van Hamel           | Hoofdrol             | Hoofdrol             | Hoofdrol             | Hoofdrol             |                      |                      |                      |                      |                      |                      |                      |                      |                      |                      |                      |
| Talisia Misiedjan             | Avalanche Blokland       | Hoofdrol             | Hoofdrol             | Hoofdrol             | Hoofdrol             |                      |                      |                      |                      |                      |                      |                      |                      |                      |                      |                      |
| Beau Schneider                | Thorsten Veldkamp        | Bijrol               | Hoofdrol             |                      |                      |                      |                      |                      |                      |                      |                      |                      |                      |                      |                      |                      |
| Mounira Hadj Mansour          | Marjana El Asmi          |                      | Hoofdrol             | Hoofdrol             | Hoofdrol             |                      |                      |                      |                      |                      |                      |                      |                      |                      |                      |                      |
| Oscar Zeegers                 | Stan van Houten          |                      | Bijrol               | Hoofdrol             | Hoofdrol             | Hoofdrol             |                      |                      | Bijrol               |                      |                      |                      |                      |                      |                      |                      |
| Timo Descamps                 | Nelson Batenburg         |                      |                      | Hoofdrol             |                      |                      |                      |                      |                      |                      |                      |                      |                      |                      |                      |                      |
| Jasper Gottlieb               | Flip van Hamel           | Onderbouw            | Onderbouw            | Onderbouw            | Hoofdrol             |                      |                      |                      |                      |                      |                      |                      |                      |                      |                      |                      |
| Marius Gottlieb               | Tobias van Hamel         | Onderbouw            | Onderbouw            | Onderbouw            | Hoofdrol             |                      |                      |                      |                      |                      |                      |                      |                      |                      |                      |                      |
| Kimberley Klaver              | Annabella Vermeulen      | Onderbouw            | Onderbouw            | Onderbouw            | Hoofdrol             |                      |                      |                      |                      |                      |                      |                      |                      |                      |                      |                      |
| Priscilla Knetemann           | Charley Bogaarts         |                      |                      | Onderbouw            | Hoofdrol             | Hoofdrol             | Hoofdrol             | Hoofdrol             | Hoofdrol             |                      |                      |                      |                      |                      |                      |                      |
| Benjamin Murck                | Delano                   |                      |                      |                      | Bijrol               |                      |                      |                      |                      |                      |                      |                      |                      |                      |                      |                      |
| Ricardo Blei                  | Abel Brandt              |                      |                      | Onderbouw            | Onderbouw            | Hoofdrol             | Hoofdrol             | Hoofdrol             | Hoofdrol             | Hoofdrol             |                      |                      |                      |                      |                      |                      |
| Guillermo Hilversum           | Tinco Benoit             |                      |                      |                      | Gastrol              | Hoofdrol             | Hoofdrol             | Hoofdrol             | Hoofdrol             | Hoofdrol             |                      |                      |                      |                      |                      |                      |
| Eefje van Gorkum              | Vallon Yuan3             |                      |                      |                      | Gastrol              | Hoofdrol             | Hoofdrol             | Hoofdrol             |                      |                      |                      |                      |                      |                      |                      |                      |
| Lennart Timmerman             | Raphael 'Raaf' de Ridder |                      |                      |                      |                      |                      | Hoofdrol             | Hoofdrol             | Hoofdrol             | Bijrol               |                      | Bijrol               |                      |                      |                      |                      |
| Milou Bonke                   | Odette                   |                      |                      |                      |                      |                      | Bijrol               | Bijrol               |                      |                      |                      |                      |                      |                      |                      |                      |
| Shantay Stern                 | Jill van der Geest       |                      |                      |                      |                      |                      |                      | Bijrol               |                      |                      |                      |                      |                      |                      |                      |                      |
| Florence Vos Weeda            | Juliette Vrolijks6       |                      |                      |                      |                      |                      |                      |                      | Hoofdrol             | Hoofdrol             | Hoofdrol             |                      |                      |                      |                      |                      |
| Caro Derkx                    | Lilian                   |                      |                      |                      |                      |                      |                      |                      | Bijrol               | Bijrol               |                      |                      |                      |                      |                      |                      |
| Maya Koldijk                  | Nenet Steenman           |                      |                      |                      |                      |                      |                      |                      | Bijrol               |                      |                      |                      |                      |                      |                      |                      |
| Hassan Slaby                  | Eman Loukili             |                      |                      |                      | Onderbouw            | Onderbouw            | Onderbouw            | Onderbouw            | Onderbouw            | Hoofdrol             | Hoofdrol             | Bijrol               |                      |                      |                      |                      |
| Tara Hetharia                 | Wieteke van Vrijberghe   |                      |                      |                      |                      |                      |                      |                      | Bijrol               | Hoofdrol             | Hoofdrol             | Hoofdrol             | Bijrol               |                      |                      |                      |
| Benjamin Sacks                | Francis Smit             |                      |                      |                      |                      |                      |                      |                      |                      | Bijrol               |                      |                      |                      |                      |                      |                      |
| Bruno Prent                   | Dylan King               |                      |                      |                      |                      |                      |                      |                      |                      |                      | Hoofdrol             | Hoofdrol             | Hoofdrol             | Hoofdrol             |                      | Bijrol               |
| Iris Stenger                  | Caro Out                 |                      |                      |                      |                      |                      |                      |                      |                      |                      | Hoofdrol             | Hoofdrol             | Hoofdrol             |                      |                      | Bijrol               |
| Stephanie van Eer             | Shirley Benoit5          |                      |                      |                      |                      | Bijrol               | Bijrol               | Bijrol               | Bijrol               | Onderbouw            | Onderbouw            | Hoofdrol             | Bijrol               |                      |                      |                      |
| Tobias Oelderik               | Otis Marchand            |                      |                      |                      |                      |                      |                      |                      |                      |                      |                      | Hoofdrol             | Hoofdrol             | Hoofdrol             |                      |                      |
| Jurriaan Bruinier             | Arno                     |                      |                      |                      |                      |                      |                      |                      |                      |                      |                      | Bijrol               |                      |                      |                      |                      |
| Thijs Boermans                | Lamar                    |                      |                      |                      |                      |                      |                      |                      |                      |                      |                      | Bijrol               |                      |                      |                      |                      |
| Claudia Kanne                 | Jackie Oleander          |                      |                      |                      |                      |                      |                      |                      |                      |                      |                      |                      | Hoofdrol             | Hoofdrol             | Hoofdrol             | Bijrol               |
| Renée de Gruijl               | Elza van Waveren         |                      |                      |                      |                      |                      |                      |                      |                      |                      |                      |                      | Hoofdrol             | Hoofdrol             |                      |                      |
| Frédérique Welie              | Aisha                    |                      |                      |                      |                      |                      |                      |                      |                      |                      |                      |                      | Bijrol               |                      |                      |                      |
| Robbert Rodenburg             | Leroy                    |                      |                      |                      |                      |                      |                      |                      |                      |                      |                      |                      | Bijrol               |                      |                      |                      |
| Roosmarijn Wind               | Luna van Velzen          |                      |                      |                      |                      |                      |                      |                      |                      |                      |                      |                      |                      | Hoofdrol             | Hoofdrol             |                      |
| Armand Rosbak                 | Laurens                  |                      |                      |                      |                      |                      |                      |                      |                      |                      |                      |                      |                      | Bijrol               |                      |                      |
| Tom van Kessel                | JJ (Job-Jan Jolle) Smit  |                      |                      |                      |                      |                      |                      |                      |                      |                      |                      |                      |                      |                      | Hoofdrol             | Hoofdrol             |
| Noël van Kleef                | Maxima Paraat            |                      |                      |                      |                      |                      |                      |                      |                      |                      |                      |                      |                      |                      | Hoofdrol             | Hoofdrol             |
| Jefferson Yaw Frempong-Manson | Cosmo IJdel              |                      |                      |                      |                      |                      |                      |                      |                      |                      |                      |                      |                      |                      | Hoofdrol             |                      |
| Maurits van Brakel            | Noah van Andel           |                      |                      |                      |                      |                      |                      |                      |                      |                      |                      |                      |                      |                      | Bijrol               | Hoofdrol             |
| Marissa Britney               | Daan Vendrig             |                      |                      |                      |                      |                      |                      |                      |                      |                      |                      |                      |                      |                      |                      | Hoofdrol             |
| Bertan Topbac                 | Sami Akalay8             |                      |                      |                      |                      |                      |                      |                      |                      |                      |                      |                      |                      |                      |                      | Hoofdrol             |
| Leerlingen onderbouw          |                          |                      |                      |                      |                      |                      |                      |                      |                      |                      |                      |                      |                      |                      |                      |                      |
| Acteur                        | Personage                | 1                    | 2                    | 3                    | 4                    | 5                    | 6                    | 7                    | 8                    | 9                    | 10                   | 11                   | 12                   | 13                   | 14                   | 15                   |
| Titia Hoogendoorn             | Fay Picaroon             | Hoofdrol             | Hoofdrol             | Hoofdrol             | Bijrol               |                      |                      |                      |                      |                      |                      |                      |                      |                      |                      |                      |
| Jasper Gottlieb               | Flip van Hamel           | Hoofdrol             | Hoofdrol             | Hoofdrol             | Bovenbouw            |                      |                      |                      |                      |                      |                      |                      |                      |                      |                      |                      |
| Marius Gottlieb               | Tobias van Hamel         | Hoofdrol             | Hoofdrol             | Hoofdrol             | Bovenbouw            |                      |                      |                      |                      |                      |                      |                      |                      |                      |                      |                      |
| Fatma Genç                    | Irmak Sertkaya           | Hoofdrol             | Hoofdrol             | Hoofdrol             | Hoofdrol             |                      |                      |                      |                      |                      |                      |                      |                      |                      |                      |                      |
| Sebastian Wulff               | Luxor de Haan            | Hoofdrol             | Hoofdrol             | Hoofdrol             | Hoofdrol             |                      |                      |                      |                      |                      |                      |                      |                      |                      |                      |                      |
| Kimberley Klaver              | Annabella Vermeulen      | Bijrol               | Hoofdrol             | Hoofdrol             | Bovenbouw            |                      |                      |                      |                      |                      |                      |                      |                      |                      |                      |                      |
| Yamill Jones                  | Samson Meijaards         |                      | Hoofdrol             | Hoofdrol             |                      |                      |                      |                      |                      |                      |                      |                      |                      |                      |                      |                      |
| Racquel van Gom               | Shanti Blokland          |                      | Bijrol               | Hoofdrol             | Bijrol               | Bijrol               |                      |                      |                      |                      |                      |                      |                      |                      |                      |                      |
| Jeffrey Hamilton              | Koen van Wageningen1     |                      | Bijrol               | Bijrol               |                      |                      |                      |                      |                      |                      |                      |                      |                      |                      |                      |                      |
| Anne Wallis de Vries          | Tessel Albedo            |                      | Bijrol               | Bijrol               |                      |                      |                      |                      |                      |                      |                      |                      |                      |                      |                      |                      |
| Pim Wessels                   | Rudolf Noltenius         |                      |                      | Hoofdrol             | Hoofdrol             |                      |                      |                      |                      |                      |                      |                      |                      |                      |                      |                      |
| Ricardo Blei                  | Abel Brandt              |                      |                      | Bijrol               | Hoofdrol             | Bovenbouw            | Bovenbouw            | Bovenbouw            | Bovenbouw            | Bovenbouw            |                      |                      |                      |                      |                      |                      |
| Priscilla Knetemann           | Charley Bogaarts         |                      |                      | Hoofdrol             | Bovenbouw            | Bovenbouw            | Bovenbouw            | Bovenbouw            | Bovenbouw            |                      |                      |                      |                      |                      |                      |                      |
| Hassan Slaby                  | Eman Loukili             |                      |                      |                      | Hoofdrol             | Hoofdrol             | Hoofdrol             | Hoofdrol             | Hoofdrol             | Bovenbouw            | Bovenbouw            | Bovenbouw            |                      |                      |                      |                      |
| Jasmijn Vriethoff             | Maya Roozen              |                      |                      |                      | Hoofdrol             | Hoofdrol             | Hoofdrol             |                      |                      |                      |                      |                      |                      |                      |                      |                      |
| Shaneequa Thelissen           | Katou Salhi              |                      |                      |                      | Hoofdrol             | Hoofdrol             |                      |                      |                      |                      |                      |                      |                      |                      |                      |                      |
| Erik van Heijningen           | Deef Korenhof4           |                      |                      |                      | Gastrol              | Hoofdrol             | Hoofdrol             | Hoofdrol             | Bijrol               |                      |                      |                      |                      |                      |                      |                      |
| Vera van der Horst            | Nola Mandelbrot2         |                      |                      |                      | Gastrol              | Hoofdrol             | Hoofdrol             |                      |                      |                      |                      |                      |                      |                      |                      |                      |
| Stephanie van Eer             | Shirley Benoit5          |                      |                      |                      |                      | Bijrol               | Bijrol               | Bijrol               | Bijrol               | Hoofdrol             | Hoofdrol             | Bovenbouw            | Bijrol               |                      |                      |                      |
| Dilara Horuz                  | Meral Daldal             |                      |                      |                      |                      |                      | Hoofdrol             | Hoofdrol             | Hoofdrol             |                      |                      |                      |                      |                      |                      |                      |
| Lobke de Boer                 | Philine van Soetenhorst  |                      |                      |                      |                      |                      | Bijrol               |                      |                      |                      |                      |                      |                      |                      |                      |                      |
| Djamila Abdalla               | Bodil De La Aize         |                      |                      |                      |                      |                      |                      | Hoofdrol             | Hoofdrol             | Hoofdrol             |                      |                      |                      |                      |                      |                      |
| Stijn Fransen                 | Renée Krul               |                      |                      |                      |                      |                      |                      | Hoofdrol             | Hoofdrol             | Hoofdrol             |                      |                      |                      |                      |                      |                      |
| Timo Wils                     | Lef Evers                |                      |                      |                      |                      |                      |                      |                      | Hoofdrol             | Hoofdrol             | Hoofdrol             | Hoofdrol             | Bijrol               |                      |                      |                      |
| Ridder van Kooten             | Jacq                     |                      |                      |                      |                      |                      |                      |                      | Bijrol               |                      |                      |                      |                      |                      |                      |                      |
| Keanu Visscher                | Django Kroeger           |                      |                      |                      |                      |                      |                      |                      |                      | Hoofdrol             |                      |                      |                      |                      |                      |                      |
| Benjamin Schmidt              | Dennis Groen             |                      |                      |                      |                      |                      |                      |                      |                      | Bijrol               |                      |                      |                      |                      |                      |                      |
| Joe Sinduhije                 | Jip Baltus               |                      |                      |                      |                      |                      |                      |                      |                      |                      | Hoofdrol             | Hoofdrol             | Hoofdrol             | Hoofdrol             |                      |                      |
| Iris van Loen                 | Maud Overmars            |                      |                      |                      |                      |                      |                      |                      |                      |                      | Hoofdrol             | Hoofdrol             | Hoofdrol             | Hoofdrol             |                      | Bijrol               |
| Sia Cyrroes                   | Ramin Sabet              |                      |                      |                      |                      |                      |                      |                      |                      |                      | Hoofdrol             | Hoofdrol             | Hoofdrol             | Bijrol               |                      | Bijrol               |
| Romy Gevers                   | Nova                     |                      |                      |                      |                      |                      |                      |                      |                      |                      | Bijrol               |                      |                      |                      |                      |                      |
| Yeliz Dogan                   | Filiz Kara               |                      |                      |                      |                      |                      |                      |                      |                      |                      |                      | Hoofdrol             | Hoofdrol             | Hoofdrol             |                      |                      |
| Veerle Peters                 | Celine Tins              |                      |                      |                      |                      |                      |                      |                      |                      |                      |                      | Bijrol               |                      |                      |                      |                      |
| Giorgio Sanches               | Mo Duurfort              |                      |                      |                      |                      |                      |                      |                      |                      |                      |                      |                      | Bijrol               | Hoofdrol             | Hoofdrol             |                      |
| Sydney Tros                   | Noor Benschop            |                      |                      |                      |                      |                      |                      |                      |                      |                      |                      |                      | Bijrol               | Bijrol               | Hoofdrol             | Hoofdrol             |
| Jochem Smit                   | Alex van Waveren         |                      |                      |                      |                      |                      |                      |                      |                      |                      |                      |                      | Bijrol               | Bijrol               |                      |                      |
| Belle Bircan                  | Dilek                    |                      |                      |                      |                      |                      |                      |                      |                      |                      |                      |                      | Bijrol               |                      |                      |                      |
| Jard Struik                   | Joris Poppink            |                      |                      |                      |                      |                      |                      |                      |                      |                      |                      |                      |                      | Hoofdrol             | Hoofdrol             |                      |
| Serah Meijboom                | Tamara Stig              |                      |                      |                      |                      |                      |                      |                      |                      |                      |                      |                      |                      | Bijrol               | Bijrol               |                      |
| Donovan Gyurákovics           | Fons van der Wei         |                      |                      |                      |                      |                      |                      |                      |                      |                      |                      |                      |                      | Bijrol               |                      |                      |
| Thorn Roos de Vries           | Lesley Huf               |                      |                      |                      |                      |                      |                      |                      |                      |                      |                      |                      |                      |                      | Hoofdrol             | Hoofdrol             |
| Lieke Hammink                 | Gioia Kramer             |                      |                      |                      |                      |                      |                      |                      |                      |                      |                      |                      |                      |                      | Hoofdrol             | Hoofdrol             |
| Rein van Duivenboden          | Olivier Hendriks         |                      |                      |                      |                      |                      |                      |                      |                      |                      |                      |                      |                      |                      | Hoofdrol             | Hoofdrol             |
| Amber Jager                   | Talitha                  |                      |                      |                      |                      |                      |                      |                      |                      |                      |                      |                      |                      |                      | Bijrol               | Bijrol               |
| Amon Aljo                     | Ryan Ligeon              |                      |                      |                      |                      |                      |                      |                      |                      |                      |                      |                      |                      |                      |                      | Hoofdrol             |
| Docenten / medewerkers        |                          |                      |                      |                      |                      |                      |                      |                      |                      |                      |                      |                      |                      |                      |                      |                      |
| Acteur                        | Personage                | 1                    | 2                    | 3                    | 4                    | 5                    | 6                    | 7                    | 8                    | 9                    | 10                   | 11                   | 12                   | 13                   | 14                   | 15                   |
| Steef Hupkes                  | Jochem Damstra           | Hoofdrol             | Hoofdrol             | Hoofdrol             | Hoofdrol             | Hoofdrol             | Hoofdrol             | Hoofdrol             | Hoofdrol             | Hoofdrol             | Hoofdrol             | Hoofdrol             | Hoofdrol             | Hoofdrol             | Hoofdrol             | Hoofdrol             |
| Felix Burleson                | Aldert Kalkhoven         | Hoofdrol             | Hoofdrol             | Hoofdrol             | Hoofdrol             | Hoofdrol             | Hoofdrol             | Hoofdrol             | Hoofdrol             | Hoofdrol             | Hoofdrol             | Hoofdrol             | Hoofdrol             | Hoofdrol             |                      | Bijrol               |
| Gaby Milder                   | Rozalie Mokketier        | Hoofdrol             | Hoofdrol             | Hoofdrol             | Hoofdrol             | Hoofdrol             | Hoofdrol             | Hoofdrol             |                      |                      |                      |                      |                      |                      |                      | Bijrol               |
| Pepijn van Halderen           | Kars ter Veldt           | Hoofdrol             | Hoofdrol             | Hoofdrol             | Hoofdrol             | Hoofdrol             | Hoofdrol             |                      |                      |                      |                      |                      |                      |                      |                      |                      |
| Vincent Moes                  | Frank van Hamel          | Hoofdrol             | Hoofdrol             | Hoofdrol             | Hoofdrol             |                      |                      |                      |                      |                      |                      |                      |                      |                      |                      |                      |
| Hetty Kleinloog               | Kantinejuf Loes          | Bijrol               |                      |                      |                      |                      |                      |                      |                      |                      |                      |                      |                      |                      |                      |                      |
| Judy Doorman                  | (Miss) Madge Jansen      |                      | Hoofdrol             | Hoofdrol             | Hoofdrol             | Hoofdrol             | Hoofdrol             | Hoofdrol             | Hoofdrol             | Hoofdrol             | Hoofdrol             | Hoofdrol             | Hoofdrol             | Hoofdrol             |                      | Bijrol               |
| Raymi Sambo                   | Reggy Benoit             |                      |                      | Bijrol               |                      | Hoofdrol             | Hoofdrol             | Hoofdrol             | Hoofdrol             | Hoofdrol             | Hoofdrol             | Hoofdrol             |                      |                      |                      |                      |
| Quintis Ristie                | Oscar de Wit             |                      |                      | Bijrol               | Bijrol               |                      |                      |                      |                      |                      |                      |                      |                      |                      |                      |                      |
| Marlous Dirks                 | Lineke Marseille         |                      |                      |                      |                      | Bijrol               | Bijrol               |                      |                      |                      |                      |                      |                      |                      |                      |                      |
| Wouter Braaf                  | Giel Teutcher            |                      |                      |                      |                      |                      | Bijrol               |                      |                      |                      |                      |                      |                      |                      |                      |                      |
| Meriyem Manders               | Berna van der Laken      |                      |                      |                      |                      |                      |                      | Hoofdrol             | Hoofdrol             |                      |                      |                      |                      |                      |                      |                      |
| Ilse Ott                      | Marie de Wind            |                      |                      |                      |                      |                      |                      |                      | Hoofdrol             | Hoofdrol             | Hoofdrol             | Hoofdrol             |                      |                      |                      |                      |
| Jan van Eijndthoven           | Harold Kattenvilder      |                      |                      |                      |                      |                      |                      |                      | Hoofdrol             | Hoofdrol             | Hoofdrol             | Hoofdrol             |                      |                      |                      |                      |
| Pepijn Schoneveld             | Frits van Veen           |                      |                      |                      |                      |                      |                      |                      | Hoofdrol             |                      |                      |                      |                      |                      |                      |                      |
| Mimoun Ouled Radi             | Malik Opheim             |                      |                      |                      |                      |                      |                      |                      |                      |                      | Bijrol               |                      |                      |                      |                      |                      |
| Mike Reus                     | Wilhelm van Tiel         |                      |                      |                      |                      |                      |                      |                      |                      |                      |                      |                      | Hoofdrol             | Hoofdrol             |                      |                      |
| Marcel Harteveld              | Henri de Ruiter          |                      |                      |                      |                      |                      |                      |                      |                      |                      |                      |                      | Hoofdrol             | Hoofdrol             |                      |                      |
| Imanuelle Grives              | Ishaha Vrijland          |                      |                      |                      |                      |                      |                      |                      |                      |                      |                      |                      | Hoofdrol             | Hoofdrol             |                      |                      |
| Sebas Berman                  | Nurian                   |                      |                      |                      |                      |                      |                      |                      |                      |                      |                      |                      | Bijrol               |                      |                      |                      |
| Bo Maerten                    | Sophie Bleeker           |                      |                      |                      |                      |                      |                      |                      |                      |                      |                      |                      |                      | Bijrol               |                      |                      |
| Cynthia Abma                  | Femke Goedhart           |                      |                      |                      |                      |                      |                      |                      |                      |                      |                      |                      |                      |                      | Hoofdrol             | Hoofdrol             |
| Mamoun Elyounoussi7           | Benaïssa Loukili (Biko)  |                      |                      |                      |                      |                      |                      |                      |                      |                      |                      |                      |                      |                      | Hoofdrol             | Hoofdrol             |
| Roos van Erkel                | Donna Lopez              |                      |                      |                      |                      |                      |                      |                      |                      |                      |                      |                      |                      |                      | Hoofdrol             | Hoofdrol             |
| Willie Wartaal                | Olivier Locada           |                      |                      |                      |                      |                      |                      |                      |                      |                      |                      |                      |                      |                      | Hoofdrol             | Hoofdrol             |
| Hanna van Vliet               | Gwen Winter              |                      |                      |                      |                      |                      |                      |                      |                      |                      |                      |                      |                      |                      | Hoofdrol             |                      |
| Murth Mossel                  | Timon Scheldwacht        |                      |                      |                      |                      |                      |                      |                      |                      |                      |                      |                      |                      |                      | Hoofdrol             |                      |
| Toprak Yalçiner               | Nadira Turan             |                      |                      |                      |                      |                      |                      |                      |                      |                      |                      |                      |                      |                      |                      | Hoofdrol             |
| Davy Eduard King              | Leon Ros                 |                      |                      |                      |                      |                      |                      |                      |                      |                      |                      |                      |                      |                      |                      | Hoofdrol             |

- 1 In seizoen 2 speelde Derk Stenvers in eerste instantie de rol van Koen, later in dat seizoen nam Jeffrey Hamilton de rol over.
- 2 In seizoen 4 speelden Sietske van der Bijl en Anouk Leijtens beide in één aflevering de rol van Nola Mandelbrot als try-out.
- 3 In seizoen 4 speelde Amy van der Weerden in één aflevering de rol van Vallon Yuan als try-out.
- 4 In seizoen 4 speelde Maarten Withoos in één aflevering de rol van Deef Korenhof als try-out.
- 5 In seizoen 5, 6, 7 en 8 speelde Veerle van Isveldt de rol van Shirley Benoit.
- 6 In seizoen 8 speelde Vajèn van den Bosch de rol van Juliette Vrolijks.
- 7 In seizoen 4 tot 9 kwam Mamoun Elyounoussi al sporadisch langs als de broer van Eman Loukili. Vanaf seizoen 14 speelde hij Biko.
- 8 In seizoen 15 zou Doganay Cekic in eerste instantie de rol van Sami spelen. Omdat hij tijdens de opnameperiode in hechtenis zat, werd hij vervangen door Bertan Topbac. Als gevolg hiervan moesten alle reeds opgenomen afleveringen waarin Doganay Cekic zat, opnieuw worden opgenomen met Bertan Topbac. Hierdoor begon dit seizoen een maand later dan gepland.

### Familie, vrienden en andere volwassenen
Familieleden die hierboven zijn genoemd, zijn hier niet vermeld.
| #                    | Acteur                     | Personage           |
| Barry                | Barry                      | Barry               |
| -------------------- | -------------------------- | ------------------- |
| 1-2                  | Wim Bax                    | Ronnie Hartveld     |
| 1                    | Femke Lakerveld            | Betsy Hartveld      |
| Nassim               |                            |                     |
| 1-2                  | Khadija Stibchar           | Jameelah Gharbi     |
| Flip / Tobias / Lana |                            |                     |
| 1-4                  | Esmé Wekker                | Sara                |
| Luxor                |                            |                     |
| 1-4                  | Klaas Hulst                | vader               |
| 1                    | Mirjam de Rooij            | moeder              |
| 1                    | Rob van de Meeberg         | opa                 |
| Rudolf               |                            |                     |
| 4                    | Margo Dames                | Caro Noltenius      |
| 4                    | Tess Milne                 | Willemijn Noltenius |
| Stan                 |                            |                     |
| 4-5                  | Bas Keijzer                | Lowie Gommers       |
| 4-5                  | Hymke de Vries             | Mia van Houten      |
| Eman                 |                            |                     |
| 4-9                  | Mamoun Elyounoussi         | Benaïssa Loukili    |
| 6-9                  | Leila Sahir                | Hanan Loukili       |
| Deef                 |                            |                     |
| 5-7                  | Jaap ten Holt              | Eko Korenhof        |
| Tinco / Shirley      |                            |                     |
| 5-10                 | Miranda Bergen             | Laetitia Landveld   |
| 9-10                 | Ibi Imrich                 | Naomi Benoit        |
| Raaf                 |                            |                     |
| 6-8                  | Ruben Lürsen               | Jesse de Ridder     |
| 6-8                  | Trudi Klever               | Karine Verkaik      |
| Lef                  |                            |                     |
| 8-11                 | Arent-Jan Linde            | Pelle Evers         |
| 9                    | Maaike Martens             | Margriet Evers      |
| Dylan                |                            |                     |
| 10-13                | Christine van Stralen      | Hester Augustijn    |
| 10-12                | Lukas Dijkema              | Lucas King          |
| Ramin                |                            |                     |
| 10-12                | Alan Yadegarian            | Abbas Sabet         |
| 10-12                | Atti Bahadori              | Fariba Sabet        |
| 10-12                | Nieloefaar Bahadori        | Saba Sabet          |
| 10-11                | Armita Ashrafpour          | Mina Sabet          |
| Otis                 |                            |                     |
| 11-13                | Rogier Schippers           | Jeroen Marchand     |
| 11-13                | Barbara Pouwels            | Mya Fransen         |
| Jip                  |                            |                     |
| 12-13                | Ewout Eggink               | Ries Baltus         |
| 12-13                | Elvira Out                 | Olivia Zwaan        |
| 12                   | Jean Pierre Nshimyumuremyi | Fidelio             |
| Joris                |                            |                     |
| 13                   | Irma Hartog                | Louise Poppink      |
| Mo                   |                            |                     |
| 13                   | Urias Boerleider           | Orlando Duurfort    |
| 13                   | Aafke Buringh              | Renate Lardinois    |
| JJ                   |                            |                     |
| 14                   | Peter van Bokhorst         | vader               |
| Ryan                 |                            |                     |
| 15                   | Diana Sno                  | moeder              |

| #         | Acteur                 | Personage                |
| Fay       | Fay                    | Fay                      |
| --------- | ---------------------- | ------------------------ |
| 1-3       | David Eeles            | Bobby Picaroon           |
| 1-3       | Marike van Weelden     | Stella Picaroon          |
| Jolé      |                        |                          |
| 1-3       | Filip Bolluyt          | Frederik van Haagendoorn |
| Avalanche |                        |                          |
| 1-4       | Kenneth Herdigein      | Howard Blokland          |
| Irmak     |                        |                          |
| 1-4       | Ergun Simsek           | Sefa Sertkaya            |
| Annabella |                        |                          |
| 4         | Tanja Jess             | Dionne Vermeulen         |
| Charley   |                        |                          |
| 4-5       | Kees Boot              | Leo Bogaarts             |
| 4-5       | Rian Gerritsen         | Els Bogaarts             |
| Katou     |                        |                          |
| 5         | Perla Thissen          | Oma Kenza                |
| Maya      |                        |                          |
| 4-6       | Josha Stradowski       | Pascal Roozen            |
| 5-6       | Wilfred Klaver         | Roy Roozen               |
| 5-6       | Sandra Mattie          | Marga Roozen             |
| Vallon    |                        |                          |
| 5-7       | Paul Rigter            | Dian Yuan                |
| 5-7       | Edo Brunner            | Wolf Haagsman            |
| 7         | Giam Kwee              | Iza Chen                 |
| Nola      |                        |                          |
| 6         | Ronald Top             | Rik Mandelbrot           |
| 6         | Mylène Duyvestein      | Marliek Mandelbrot       |
| Bodil     |                        |                          |
| 7-8       | Sem de Vlieger         | Esmée                    |
| 7-8       | Kelly van der Waals    | Madeleine                |
| 8-9       | Ali Ben Horsting       | Bert de la Aize          |
| Meral     |                        |                          |
| 7-8       | Sinan Cihangir         | Ryas Daldal              |
| 7-8       | Leyla Cimen            | Adile Daldal             |
| Renée     |                        |                          |
| 7-9       | Max van den Burg       | Ton Krul                 |
| 7-9       | Roosmarijn van Bohemen | Sari Krul                |
| Juliette  |                        |                          |
| 8-9       | Rosa Knaup             | Vivian Vrolijks          |
| 9         | Ad Knippels            | Gabriël de Klerk         |
| Caro      |                        |                          |
| 10-11     | Rutger Kroon           | Mart Out                 |
| 10        | Anne Martien Lousberg  | Olga Out                 |
| 10        | Valentijn Avé          | Niels Out                |
| Wieteke   |                        |                          |
| 10        | Michiel de Jong        | Carl van Vrijberghe      |
| 10        | Sita Manichand         | Mira van Vrijberghe      |
| Maud      |                        |                          |
| 11-13     | Jim de Groot           | Auke Overmars            |
| 11-13     | Ilse Heus              | Sigrid (Ziggy) Overmars  |
| 13        | Lieneke le Roux        | Oma Jacqueline           |
| Filiz     |                        |                          |
| 11-12     | Ebru Genc              | Zerdali Kara             |
| 11-12     | Eva Aydin              | Arzu Kara                |
| 11        | Turan Furat            | Nur Kara                 |
| Jackie    |                        |                          |
| 12-14     | Caya de Groot          | Noraly Oleander          |
| 12        | Sander Commandeur      | Robert Oleander          |
| 12        | Job van den Elsen      | Robin Oleander           |
| Elza      |                        |                          |
| 12        | Noel van Santen        | Floris van Waveren       |
| 12        | Audrey Bolder          | Grace Wolters            |
| Luna      |                        |                          |
| 13-14     | Hannah van Meurs       | Sun-Mi van Velzen        |
| 13-14     | Juda Goslinga          | Martin van Velzen        |
| 13-14     | Rosaline Lantink       | Kyra van Velzen          |
| Gioia     |                        |                          |
| 14-15     | Arian Foppen           | David Kramer             |
| Noor      |                        |                          |
| 14        | Margien van Doesen     | Anna Benschop            |
| Lesley    |                        |                          |
| 14        | Kim Pieters            | moeder                   |
| Maxima    |                        |                          |
| 15        | Owen Playfair          | Ensio Paraat             |
| 15        | Indira Flipse          | Naomi Paraat             |
| Sami      |                        |                          |
| 15        | Asina Aksoy            | Esrin                    |

| #      | Acteur                            | Personage                   |
| Overig | Overig                            | Overig                      |
| ------ | --------------------------------- | --------------------------- |
| 1      | Maarten Heijmans                  | Antoine                     |
| 1      | Isis Cabolet                      | Marieke                     |
| 1      | Jord Knotter                      | Cazzo                       |
| 1      | Rosa Reuten                       | Tineke Vaals                |
| 1-3    | Simone Heinen                     | Chiara                      |
| 1-4    | Tsilla Voet                       | Layla                       |
| 2      | Abbey Hoes                        | Brechtje                    |
| 2-4    | Anke Engels                       | Heleen IJzinga              |
| 2-4    | Silke van den Burg                | Elton IJzinga               |
| 2-4    | Chris Dekkers                     | Wiesje IJzinga              |
| 3      | Jasper Boeke                      | Jan-Erik van Roozendaal     |
| 3-4    | Michael Bot                       | Stephen van Dorp            |
| 3-4    | Cees Gerdes                       | Sydney Huibers              |
| 4      | Joji Kyle Na                      | Wijnand                     |
| 5      | Alex Hendrickx                    | Scott                       |
| 5      | Lars van de Grift                 | Gregor                      |
| 5      | Lotte Stig                        | Katinka                     |
| 6      | Jochum van der Woude              | Eddie                       |
| 6      | Britt Scholte                     | Trijntje                    |
| 6      | Nils Verkooijen                   | Stijn                       |
| 6      | Jonas Smulders                    | Rick                        |
| 6      | Stijn Taverne                     | Paul                        |
| 8      | David Elsendoorn                  | Owen                        |
| 8      | Erik Jongejans                    | Virgil de Ruiter            |
| 8      | Ziggy Knel                        | Jamie                       |
| 8      | Ellik Bargai                      | Dokter Van Dijk             |
| 8      | Luna Huber                        | Leah                        |
| 8      | Albertine de Kanter               | Moeder Leah                 |
| 8      | Kimberly Agyarko                  | Abenida                     |
| 9      | Glenn Durfort                     | Hugo Zuiverloon             |
| 10     | Bilal Wahib                       | Kaleb                       |
| 10     | Faas Wijn                         | Simon                       |
| 11     | OnneDi                            | als zichzelf                |
| 11     | Brownie Dutch                     | als zichzelf                |
| 11-13  | Debbie Korper                     | EHBO'er Nel Knapen          |
| 12     | Seren Demirbilek                  | Aylin                       |
| 12     | Markoesa Hamer                    | Manager Kate Weston         |
| 12     | Faye Bezemer                      | Lauren                      |
| 12-13  | Bram Blankestijn                  | Dansinstructeur Mick        |
| 13     | Rein Hofman                       | Fysiotherapeut Thijmen      |
| 13     | Daan Buringa                      | Benjamin                    |
| 13     | Lieke-Rosa Altink                 | Therapeute Tamara de Kruijf |
| 13     | Tobias van Harmelen               | Teun                        |
| 13     | Juliëtte van Leeuwen              | Kimberly                    |
| 13     | Emily Hengeveld                   | Tess                        |
| 13     | Pepijn Swuste                     | Jan                         |
| 13     | Laura Schoots                     | Anniek                      |
| 13     | Luuk Hartog                       | Lukas                       |
| 13     | Reno van Rijsewijk                | Lodewijk                    |
| 13     | Merijn Oerlemans                  | Kasper                      |
| 13     | Dennis Willekens                  | Donnie de Vries             |
| 13     | Fahd Larhzaoui                    | Arts Akabi                  |
| 14     | Ruben Brinkman                    | Bob Bouwma                  |
| 14     | Lucas Reijnders                   | Jordy Bouwma                |
| 14     | Daan Creyghton                    | Duco                        |
| 14     | Floris Bosma                      | Faber                       |
| 14     | Carlos de Vries                   | Verslaggever                |
| 14     | Bart Tuinman                      | als zichzelf                |
| 14     | Peter de Kroon                    | Benjamin                    |
| 14-15  | Charlene Sancho                   | Wies                        |
| 14-15  | Judith Schuur                     | Arya                        |
| 14-15  | Michael de Roos                   | Levi Mulder                 |
| 15     | Levy Jansen                       | Jesse                       |
| 15     | Marije Zuurveld                   | Cleo                        |
| 15     | John Buijsman                     | Driss Polat                 |
| 15     | Rachel Coutinho                   | als politieagent            |
| 15     | Jip Schwering                     | Milan                       |
| 15     | Juliëtte van Tongeren             | Kat                         |
| 15     | Noa Claassen                      | Lester van Zwieten          |
| 15     | Owen Kaat                         | Nelson                      |
| 15     | Lakshmi Swami Persaud             | Evie                        |
| 15     | Ragnar Van Linden Van Den Heuvell | Tim                         |